# Японская школа (Москва)
Японская школа (яп. モスクワ日本人学校, Мосукува Нихондзин Гакко:) — японская школа, расположенная в Ломоносовском районе Юго-Западного административного округа Москвы
Основана в 1967 году. В одном здании с ней также расположены Московская финская школа, Московская шведская школа и итальянская школа им. Итало Кальвино. В кампусе также есть столовая, закрытый спортивный зал, технический класс, игровое поле (зимой становящееся катком) и открытые спортивные площадки
Среди учащихся — дети сотрудников посольства Японии и японских фирм, имеющих подразделения в Москве. Условиями поступления ребёнка в школу являются его способность воспринимать знания на японском языке и японское гражданство хотя бы одного из родителей.